# Cừu sữa Istria
Cừu sữa Istria (tiếng Anh:Istrian Milk) là một giống cừu nhà, là giống bản địa ở các vùng Istria và Karst ở Croatia. Cừu sữa Istria được sử dụng chủ yếu với mục đích cho sữa của nó và sữa này được sử dụng chủ yếu trong sản xuất pho mát. Ngày nay, giống cừu này đang trong tình trạng bị đe dọa tuyệt chủng.

## Sử dụng
Như tên gọi của nó, Cừu sữa Istria chủ yếu là giống cừu cho sữa; tuy nhiên, nó cũng được nuôi với mục đích lấy thịt và len. Sữa cừu Istria chủ yếu được sử dụng để làm pho mát. Sữa này rất phù hợp để sản xuất pho mát vì sự thích nghi của giống cừu này đối với môi trường sống tự nhiên của nó, đặc biệt là các loại cây có sẵn để chăn thả. Sữa của chúng thường được sử dụng để làm pho mát Istria, một loại pho mát Croatia truyền thống có nguồn gốc từ bán đảo Istria. Tuy nhiên, nhiều loại phô mai khác cũng được sản xuất từ sữa của nó.
Cừu sữa Istria đôi khi được nuôi riêng cho mục đích sản sinh thịt cừu. Cừu thường được giết mổ ở độ tuổi từ 5 đến 6 tuần và trọng lượng trong khoảng từ 12 đến 25 kg. Chúng có tỷ lệ có lông trung bình là 45,9%. Do quy mô số lượng giống cừu này ít và các vấn đề với động vật ăn thịt, Cừu sữa Istria sữa thường không được tìm thấy để mua ở Slovenia.